# Labastide-Murat
Labastide-Murat (en occitano La Bastida Fortunièra) era una comuna francesa situada en el departamento de Lot, de la región de Occitania, que el 1 de enero de 2016 pasó a ser una comuna delegada de la comuna nueva de Cœur-de-Causse al fusionarse con las comunas de Beaumat, Fontanes-du-Causse, Saint-Sauveur-la-Vallée y Vaillac.
Los habitantes se llaman Bastidois y Bastidoises.

## Geografía
Está ubicada en la región natural del Causse de Gramat, a 25 km al norte de Cahors.

## Historia
Es una antigua bastida fundada en el año 1238 por el señor Fortanier de Gourdon.
Es el pueblo natal de Joaquín Murat (1767-1815), general, mariscal de Francia y rey de Nápoles. En 1852 
recibió el nombre de Labastide-Murat en su honor, en aplicación de un decreto imperial de Napoleón III.

## Demografía
| Gráfica de evolución demográfica de Labastide-Murat entre 1800 y 2013 |
|                                                                       |

Los datos demográficos contemplados en este gráfico de la comuna de Labastide-Murat se han cogido de 1800 a 1999 de la página francesa EHESS/Cassini, y los demás datos de la página del INSEE.